# 이형표
이형표(李亨杓, 1922년 3월 23일 ~ 2010년 4월 26일)는 대한민국의 서양화가, 영화감독, 영화제작자, 소설가, 영화 각본가, 영화 편집감독, 영화 촬영감독 겸 영화 각색가이다.

## 생애

### 본관과 출생
본관(관향)은 전주(全州)이며 황해도 해주에서 출생하였고 지난날 한때 황해도 수안에서 잠시 유아기를 보낸 적이 있는 그는 1925년 경성부에 이주하였다.

### 소속
- 前 중앙대학교 연극영화학과 강사
- 前 동국대학교 연극영화학과 전임교수

### 주요 경력
- 1943년 조선미술전람회에서 입선하여 서양화가 첫 등단.
- 1948년 미8군 신문 잡역부로 입문.
- 1951년 미8군 신문 잡역부에서 물러나고 국제연합 한국재건단 잡역부로 입문.
- 1953년 국제연합 한국재건단 잡역부에서 물러나고 대한민국 공보처 영화과 촉탁으로 이직.
- 1954년 대한민국 공보처 영화과 촉탁 직위에서 퇴임.
- 1955년 다큐멘터리 영화 《위기의 아이들》로 영화감독 데뷔.
- 1955년 영화 《불사조의 언덕》으로 영화 각본가 데뷔.
- 1955년 영화 《젊은 그들》을 각본, 이 영화로 영화 각색가 데뷔.
- 1959년 영화 《동심초》로 영화 촬영감독 데뷔.
- 1960년 영화 《백사부인》으로 영화제작자 데뷔.
- 1962년 영화 《아름다운 수의》로 영화 편집감독 데뷔.
- 1974년 소설 《이런 마음 처음이야》로 소설가 데뷔.
- 1976년 자작 소설 《이런 마음 처음이야》를 영화 《이런 마음 처음이야》로 영화화하여 이 영화를 감독 및 각본.
- 1995년 자유민주연합 문화예술행정특임위원(1995년 6월).
- 1995년 자유민주연합 문화예술행정특임위원 직위 퇴임(1995년 12월).

### 학력
- 의동소학교 수료(1932년)
- 효재보통학교 졸업(1935년)
- 경성사범학교 졸업(1941년)
- 서울대학교 영어교육학과 학사(1949년)
- 대한민국 국방대학교 행정학사 3기(1958년)
- 서울대학교 대학원 영어영문학과 문학 석사(1965년)